# Лейк-Голм (Вашингтон)
Лейк-Голм (англ. Lake Holm) — переписна місцевість (CDP) в США, в окрузі Кінг штату Вашингтон. Населення — 3430 осіб (2020).

## Географія
Лейк-Голм розташований за координатами 47°18′23″ пн. ш. 122°7′48″ зх. д. / 47.30639° пн. ш. 122.13000° зх. д. (47.306388, -122.129911).  За даними Бюро перепису населення США в 2010 році переписна місцевість мала площу 22,18 км², з яких 21,66 км² — суходіл та 0,53 км² — водойми.

## Демографія
Згідно з переписом 2010 року, у переписній місцевості мешкала 3221 особа в 1192 домогосподарствах у складі 966 родин. Густота населення становила 145 осіб/км².  Було 1247 помешкань (56/км²).
Расовий склад населення:
| - 89,8 % — білих - 3,2 % — азіатів - 0,9 % — чорних або афроамериканців - 0,8 % — вихідців з тихоокеанських островів - 0,8 % — корінних американців - 1,6 % — осіб інших рас |

До двох чи більше рас належало 2,9 %. Частка іспаномовних становила 3,6 % від усіх жителів.
За віковим діапазоном населення розподілялося таким чином: 20,2 % — особи молодші 18 років, 68,4 % — особи у віці 18—64 років, 11,4 % — особи у віці 65 років та старші. Медіана віку мешканця становила 47,2 року. На 100 осіб жіночої статі у переписній місцевості припадало 103,6 чоловіків;  на 100 жінок у віці від 18 років та старших — 100,7 чоловіків також старших 18 років.
Середній дохід на одне домашнє господарство  становив 140 032 долари США (медіана — 103 790), а середній дохід на одну сім'ю — 160 030 доларів (медіана — 124 228). Медіана доходів становила 81 053 долари для чоловіків та 53 900 доларів для жінок. За межею бідності перебувало 3,4 % осіб, у тому числі 0,0 % дітей у віці до 18 років та 10,2 % осіб у віці 65 років та старших.
Цивільне працевлаштоване населення становило 1658 осіб. Основні галузі зайнятості: виробництво — 22,8 %, освіта, охорона здоров'я та соціальна допомога — 16,5 %, будівництво — 11,8 %, роздрібна торгівля — 11,6 %.